# ティエス
ティエス（Thiès (アラビア語: ثيس; ノーン語: Chess)）は、セネガル共和国ティエス州ティエス県の町。
首都ダカールから東に約70Kmに位置する。また、ダカール‐バマコ(マリ共和国)間の鉄道が停車する。
人口は237,849人 (2002年)。

## 歴史
17世紀初頭、カヨル王国のディアンゼーヌ村 (Dianxène、セレール族の村)が形成される。1904年、フランス植民地政府がティエス市を設置。
かつてセネガル共和国初代大統領レオポルド・セダール・サンゴールが市議会議長を務めていた。

## 産業
ティエスは、1966年に繊維工場ができて以来、セネガルのトップ・アーティストがデザインする繊維産業でよく知られている。またティエスは、羊などの交易地としても知られている。

## 司教区
- ティエス司教区
- ティエス大聖堂

## 姉妹都市
- カーン、フランス[3]
- スース、チュニジア
- ゾーリンゲン、ドイツ